# Mocochinchi
O refrigerante de mocochinchi ou simplesmente mocochinchi é uma bebida refrescante e açucarada, típica da gastronomia boliviana, feita com pêssegos descascados e desidratados chamados mocochinchi (do quechua muquchinchi, passa de pêssego).
O mocochinchi é preparado a partir da calda gerada pela reidratação e cozimento de pêssegos secos em água com canela e cravo. Um copo é servido com uma parte do produto cozido junto com uma maior quantidade de calda.
O nome da bebida varia em certas regiões do país: em Oruro é conhecido como "mok'ola", em La Paz é conhecido como "refresco ou fresco de k'isa", "orejón" em partes do ocidente, "pepa" em certas regiões do norte, em Santa Cruz, Cochabamba, Chuquisaca e Beni é conhecido como "Mocochinchi", mas também nos departamentos já mencionados e no resto dos departamentos, exceto em Tarija, onde é conhecido simplesmente como "refresco de pelón, durazno o huesillo".

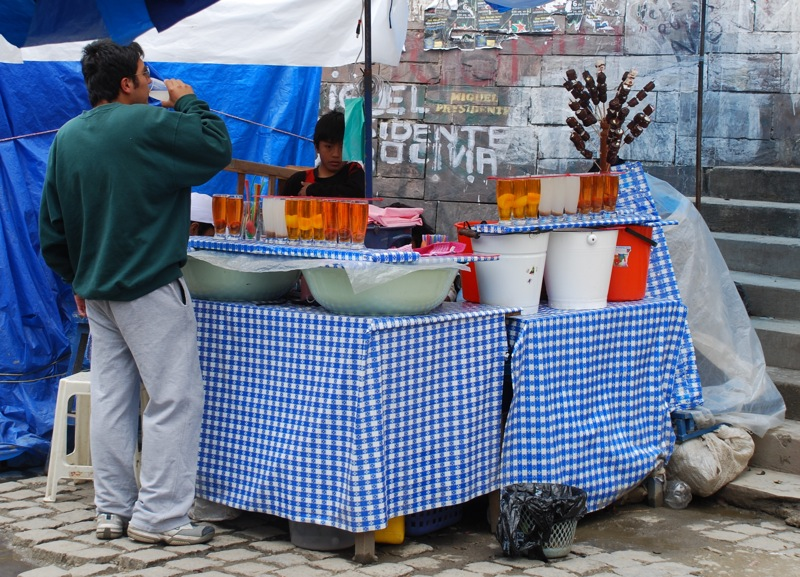
Barraca de venda ambulante de mocochinchi em La Paz, Bolívia.

 É muito comum sua venda em barracas ambulantes e festividades folclóricas e eventos sociais de rua geralmente propiciam sua venda.